# Der Mann, der sich in Luft auflöste
Der Mann, der sich in Luft auflöste (schwedisch Mannen som gick upp i rök) vom schwedischen Autorenpaar Maj Sjöwall und Per Wahlöö ist der zweite Band der zehnbändigen Krimi-Reihe Roman om ett brott (Roman über ein Verbrechen) mit Kommissar Martin Beck. Der Roman erschien 1966 auf Schwedisch, 1969 bei Rowohlt in der BRD und im Frühjahr 1989 im Verlag Volk und Welt in der DDR.

## Inhalt
Der schwedische Journalist Alf Matsson ist spurlos verschwunden. Er war im Auftrag einer schwedischen Zeitung nach Ungarn geflogen, um dort ein Interview mit einem Boxer zu führen und über politische Ereignisse zu berichten. Da sich Matsson seit einer Woche nicht gemeldet hat und man ihn auch nicht im Hotel in Budapest erreichen kann, meldet man den Fall dem Außenministerium. Der Fall soll diskret behandelt werden, da man politische Verwicklungen befürchtet. Die Stockholmer Polizei wird beauftragt, den verschwundenen Reporter zu finden, und schickt Martin Beck, welcher wegen des Falls seinen Urlaub opfert, nach Budapest.
Beck erfährt im Budapester Hotel, dass Matsson noch am Tag seiner Ankunft das Hotel ohne Pass und Gepäck verlassen habe und seitdem nicht mehr aufgetaucht sei. Die ungarische Polizei hat weder eine unbekannte männliche Leiche gefunden noch liegt in einem Krankenhaus ein bewusstloser Ausländer. Viel mehr ist die Behörde nicht bereit zu tun. Martin Beck trifft dann auf einen ungarischen Polizisten, der ihm einige Informationen liefert. Da es weder Hinweise noch Spuren von Matsson gibt, weiß Beck nicht, was er tun könnte. Als er erfährt, dass Matsson möglicherweise eine Geliebte in Budapest hat, besucht er diese, doch auch diese Spur scheint nicht weiter zu führen. Doch eines Nachts wird er am Donaukai von zwei Unbekannten überfallen. Er überlebt dank der Budapester Polizei, die Täter können gefasst werden. Es kommt heraus, dass Alf Matsson neben seiner Reportertätigkeit einen schwunghaften Drogenschmuggel betrieb. Matssons Komplizen schmuggelten die Drogen aus der Türkei nach Osteuropa und Matsson dann durch den Eisernen Vorhang nach Westeuropa. Matssons Partner befürchteten, dass Beck auf ihrer Spur sei und versuchten ihn daher auszuschalten. Matsson bleibt aber weiterhin verschwunden. Beck kommt nach intensiver Überprüfung der Zeugenaussagen und anderer Indizien zu dem Schluss, dass Matsson gar nicht nach Ungarn eingereist war, sondern jemand anderes und die Lösung somit in Schweden zu suchen ist. Dort schließt er den Fall auch ab.

## Kritik
Ekkehard Knörer schreibt am Ende seiner ausführlichen Kritik:  Die Aufklärung des (wie sich herausstellt: recht raffinierten) Verbrechens ist dann nicht sehr viel mehr als Erfüllung der Form; seinen größeren Reiz hat der Roman in der langen Latenz-Phase in Budapest, in der kaum etwas zu geschehen scheint.

## Bearbeitungen
Der Roman wurde unter gleichem Titel als deutsch-ungarisch-schwedische Koproduktion im Jahre 1980 unter der Regie von Péter Bacsó und nach dem Drehbuch von Wolfgang Mühlbauer mit Derek Jacobi und Judy Winter in den Hauptrollen verfilmt. Es liegt auch eine Adaption als Hörspiel vor.